# Orlando (Florida)
 Orlando város Florida középső részén, az Egyesült Államok keleti partvidékén. Miamitól 330 km-re északnyugatra fekszik. A város Orange megye székhelye és Florida egyik legnépesebb agglomerációjának központja. A város lakónak száma 2010-ben 238 ezer fő, az agglomerációs térségé 2,13 millió fő. Orlando a világ egyik leggyorsabban növekvő városa. A munkanélküliek aránya itt a legalacsonyabb az államban, nemzetközi repülőtere pedig a kilencedik legforgalmasabb az Egyesült Államokban.
Lakosainak összetétele: 57%-a kaukázusi (ebből nem-latin eredetű fehér 41%), 28%-a afroamerikai, 25,5% latin, és közel 4% ázsiai.
Orlandót 1875. július 31-én alapították, majd 10 év múlva már, 1885-ben város lett. A korábban a marhacsordáiról ismert terület a 19. századtól a citrusfélék termesztéséről lett ismert.
Ma fontos ipari, kereskedelmi, kulturális és turistaközpont. Mivel az éghajlat kellemes, turisták egész évben látogatják: a családok gyermekeikkel Disney World-ot, az Epcot Center-t, Universal Studio-t, a SeaWorld-öt és számtalan más turisztikai célpontjait.

## Látnivalók
A városban és környékén sűrűn sorakozó szórakoztató parkok egymás után nyíltak meg az utóbbi 50 évben. Bár a parkok egy része még a második világháború előtt épült, igazából Walt Disney 1960-as évekbeli ötlete után kezdtek el gomba mód szaporodni a turistákat vonzó szórakoztatóhelyek. Majd hotelek, fogadók, éttermek százai emelkedtek ki a semmiből. Bár a turisták  nagy része az ember alkotta látványosságok miatt jön ide, a város és környéke számos természeti érdekességgel is rendelkezik. Több kisebb-nagyobb tavon kipróbálhatunk mindenféle vízi sportot.

## Oktatás
Orlandonak 13 egyeteme és felsőfokú intézménye van.

## Éghajlat
Orlando szubtrópusi éghajlattal rendelkezik.
| Hónap                         | Jan. | Feb. | Már. | Ápr. | Máj. | Jún. | Júl. | Aug. | Szep. | Okt. | Nov. | Dec. | Év   |
| ----------------------------- | ---- | ---- | ---- | ---- | ---- | ---- | ---- | ---- | ----- | ---- | ---- | ---- | ---- |
| Átlagos max. hőmérséklet (°C) | 21,6 | 22,6 | 25,6 | 28,3 | 31,0 | 32,5 | 33,1 | 33,1 | 32,1  | 29,2 | 25,8 | 22,7 | 28,2 |
| Átlagos min. hőmérséklet (°C) | 9,2  | 9,8  | 12,9 | 15,2 | 18,8 | 22,1 | 22,8 | 23,0 | 22,4  | 18,8 | 14,2 | 10,7 | 16,7 |
| Átl. csapadékmennyiség (mm)   | 58   | 76   | 81   | 46   | 90   | 186  | 184  | 172  | 153   | 61   | 58   | 54   | 1219 |
| Forrás:                       |      |      |      |      |      |      |      |      |       |      |      |      |      |

## Szórakoztató parkok
Szórakoztató parkok, vidámparkok az orlandoi agglomeráció területén (zárójelben a megnyitás éve): 
- Fun Spot America Theme Parks (1997)
- Gatorland (1949)
- Holy Land Experience (2002)
- Kennedy Space Center Visitor Complex (1967)
- Legoland Florida (2011)
- SeaWorld Orlando Resort (1973)
  - Aquatica (2008)
  - Discovery Cove (2000)
  - SeaWorld Orlando (1973)
- Universal Orlando Resort
  - Islands of Adventure (1999)
  - Universal Studios Florida (1990)
  - Wet ’n Wild (1977)
- Disneyland
  - Disney’s Animal Kingdom (1998)
  - Disney’s Hollywood Studios (1989)
  - Epcot (1982)
  - Magic Kingdom (1971)
  - Water parks
    - Disney’s Blizzard Beach (1995)
    - Disney’s Typhoon Lagoon (1989)

## Közlekedés

### Légi
A városnak két repülőtere is van: az Orlando Sanford nemzetközi repülőtér és a Orlandói nemzetközi repülőtér.

## Ismert szülöttjei
- Josh Freese (1972) zenész
- Bryana Salaz (1997) zenész
- Emma Myers (2002) színésznő

## Galéria

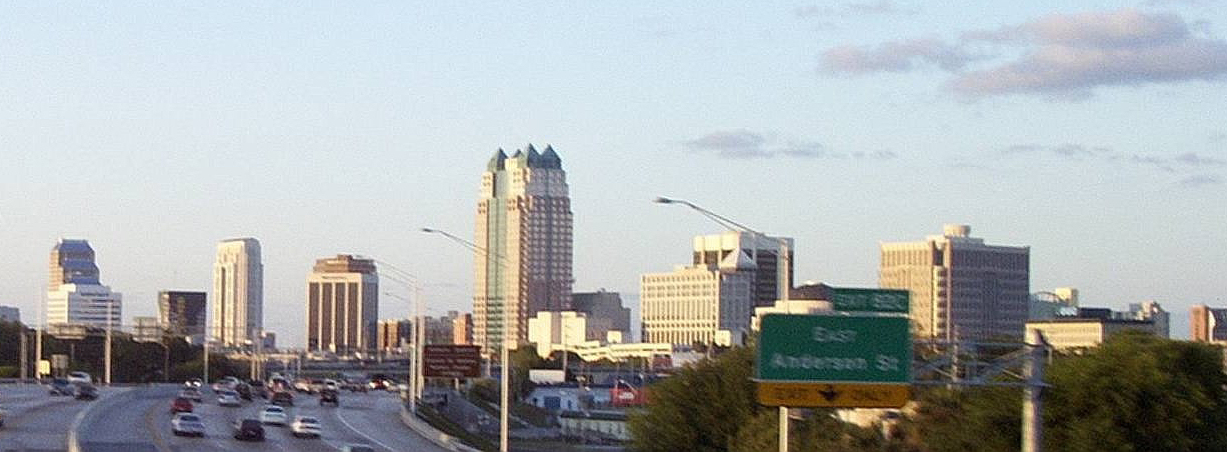
Orlando központja

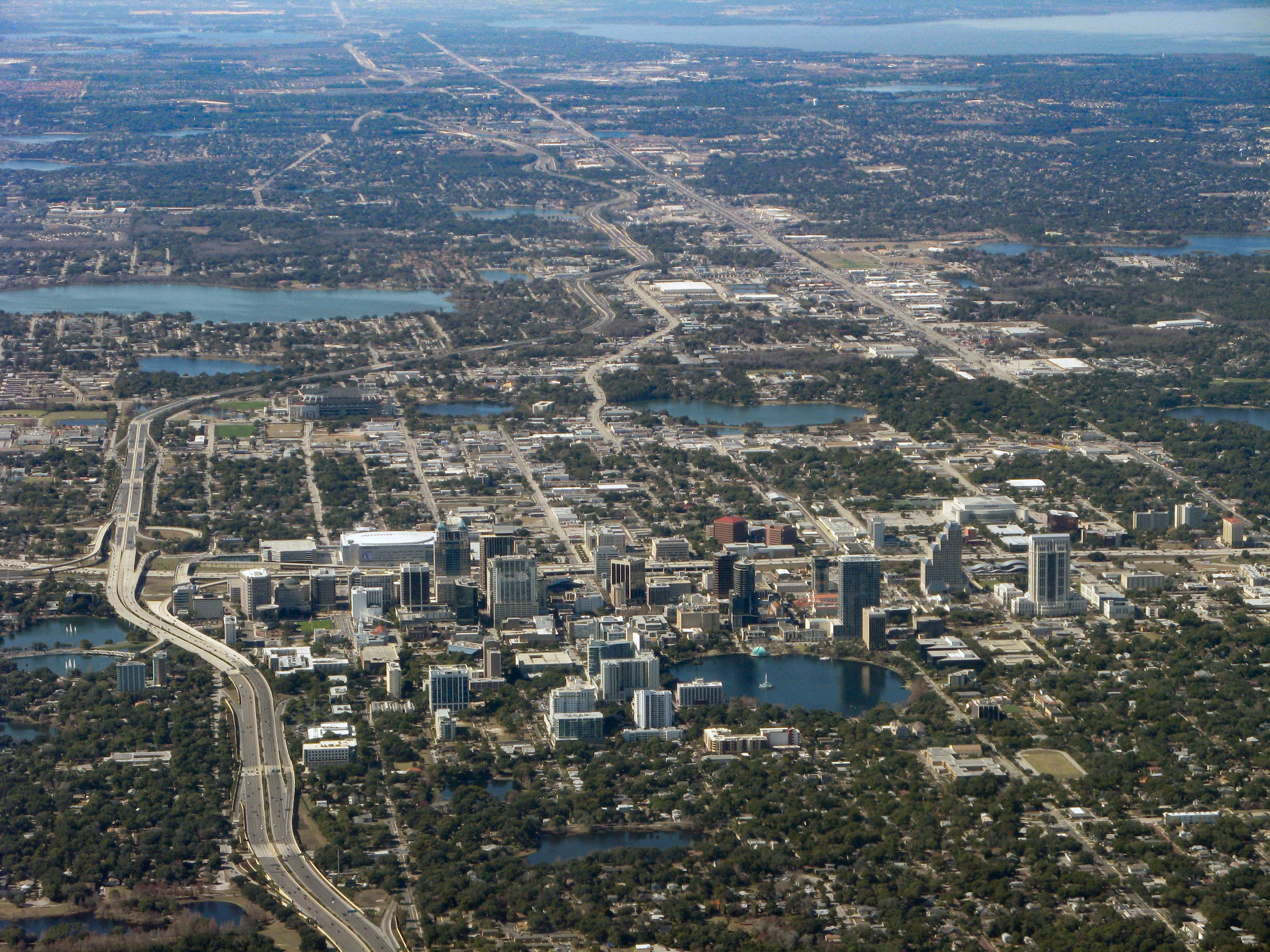
A város központja
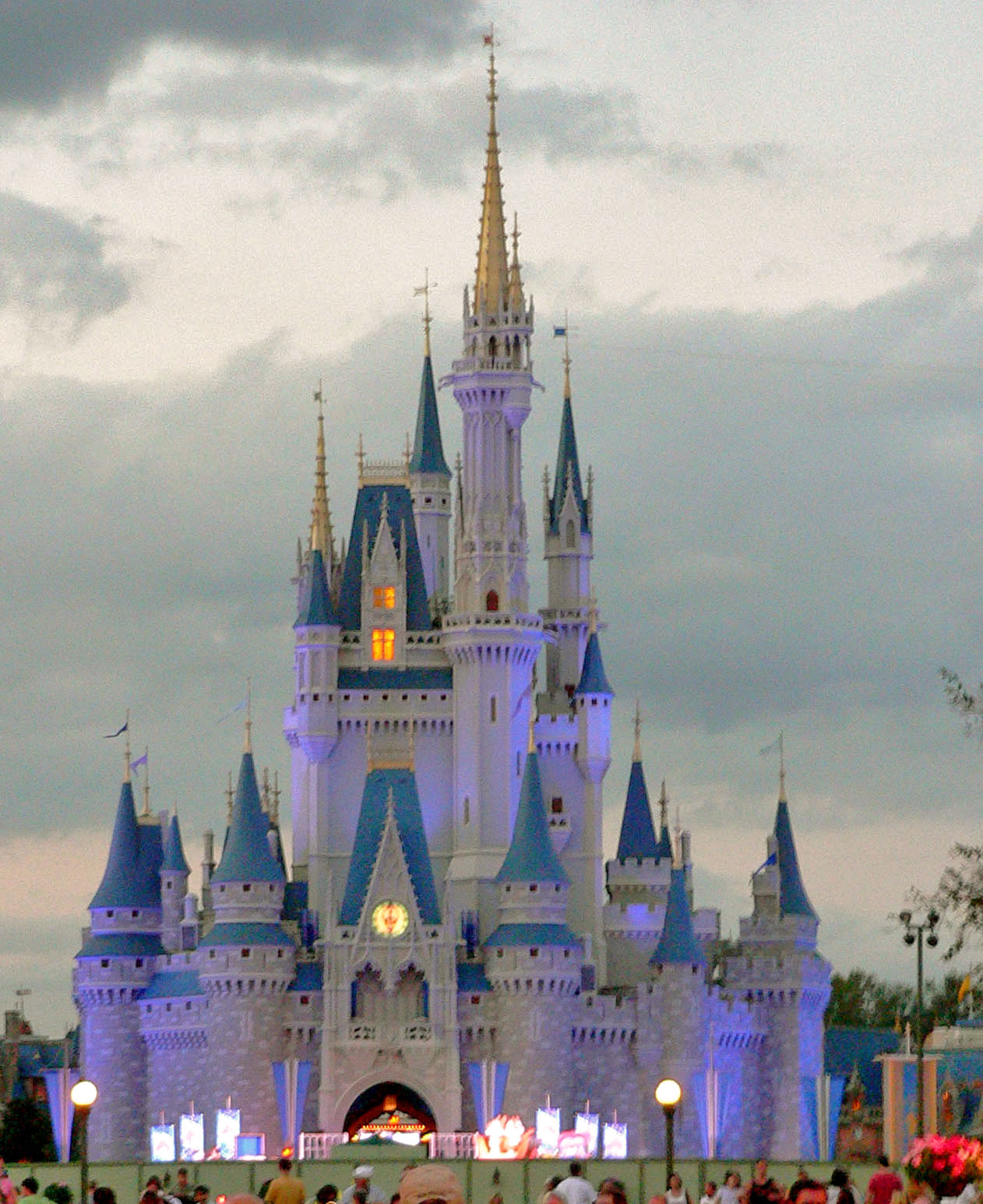
Hamupipőke kastélya Disney World parkjában
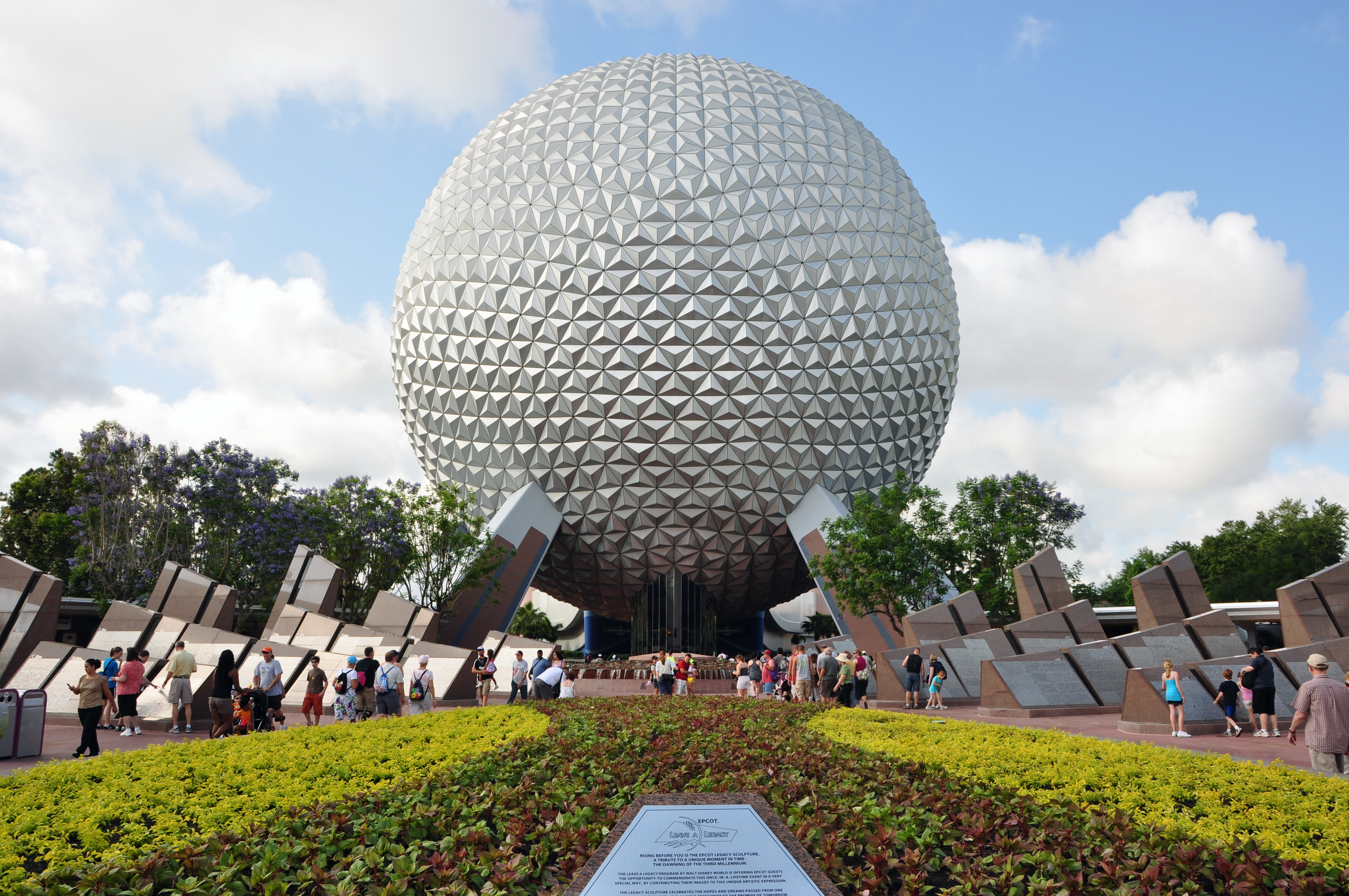
A Spaceship Earth az Epcot Centerben
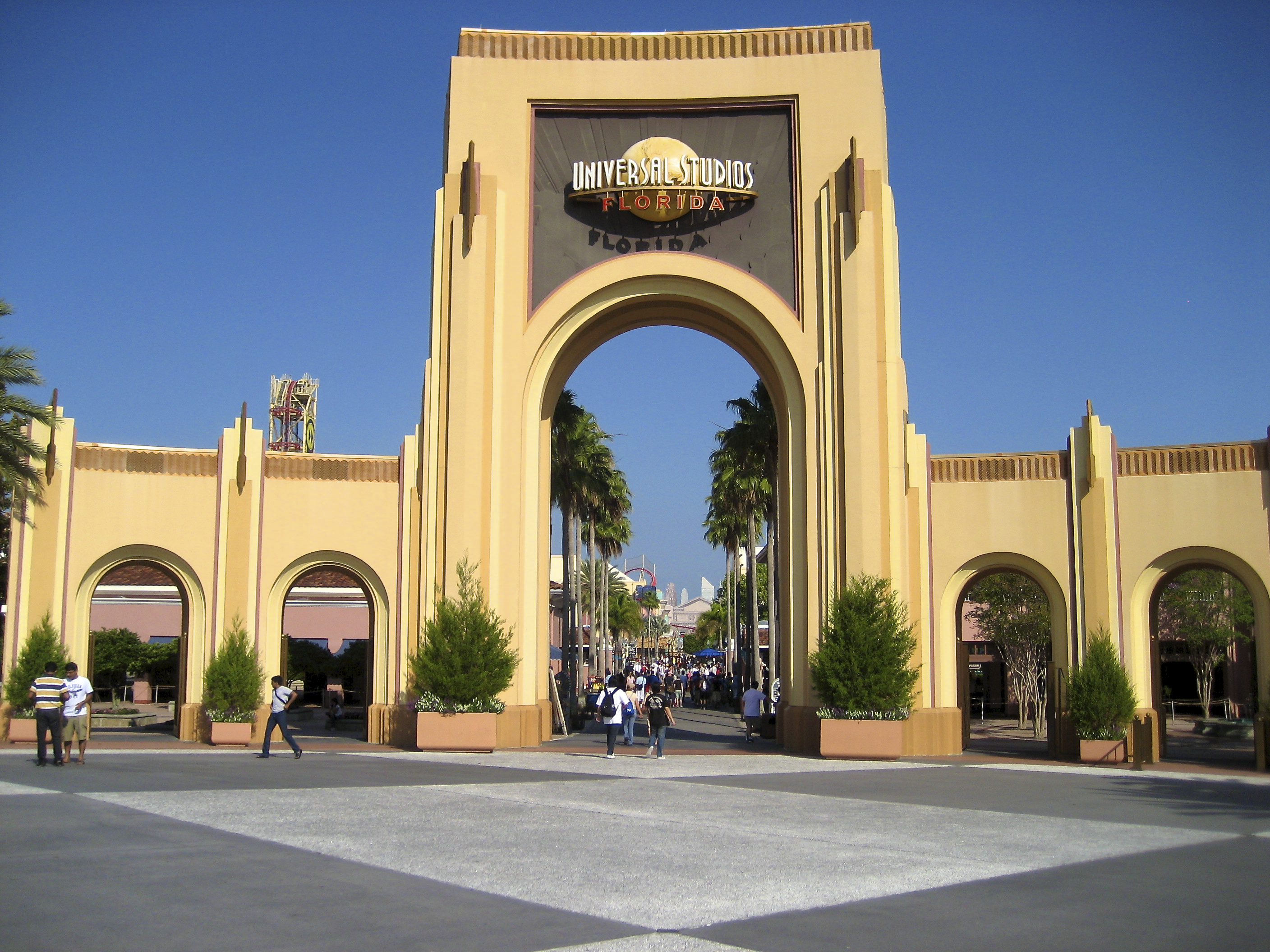
Az Universal Studios bejárata
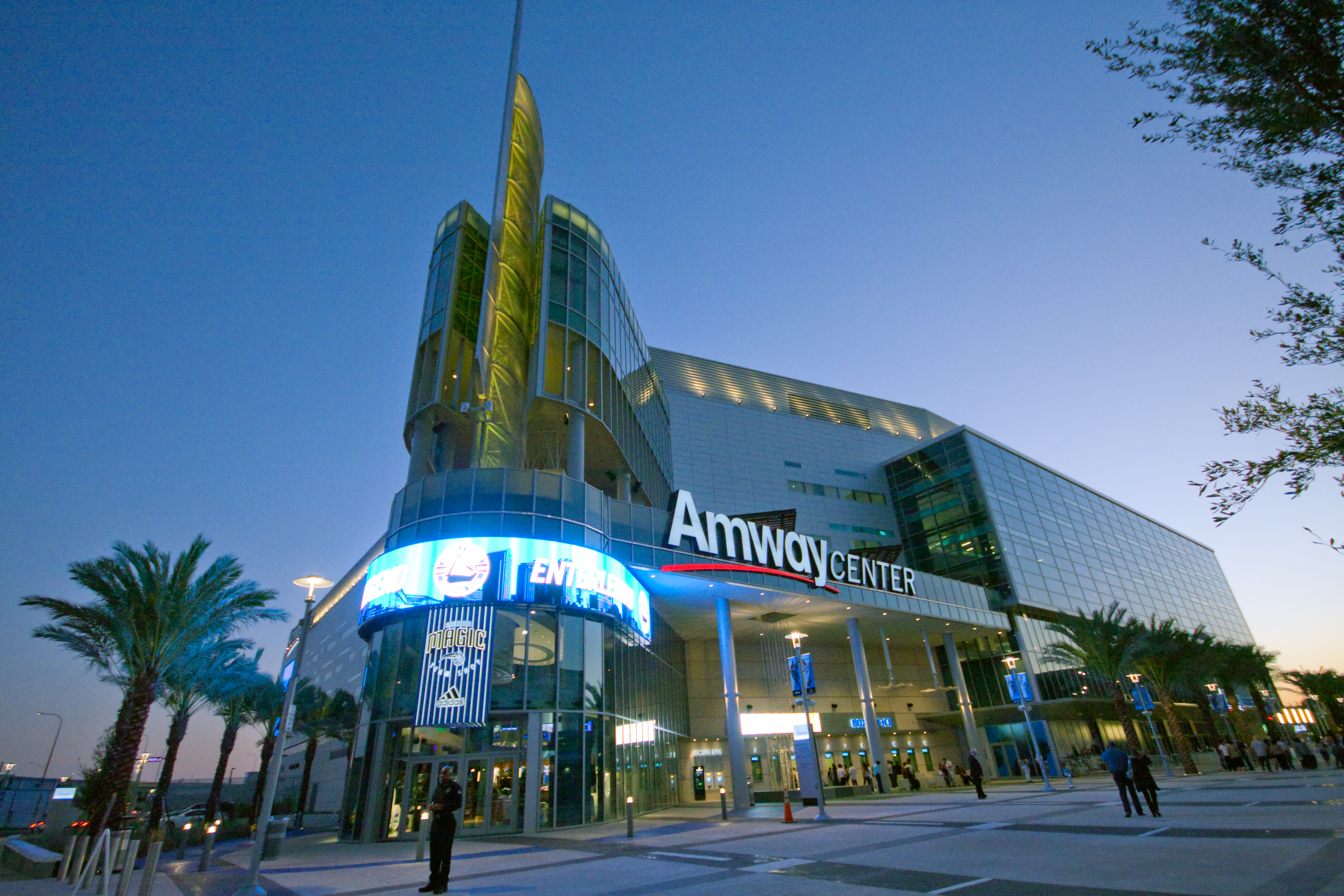
Kia Center sport- és szórakoztató-központ
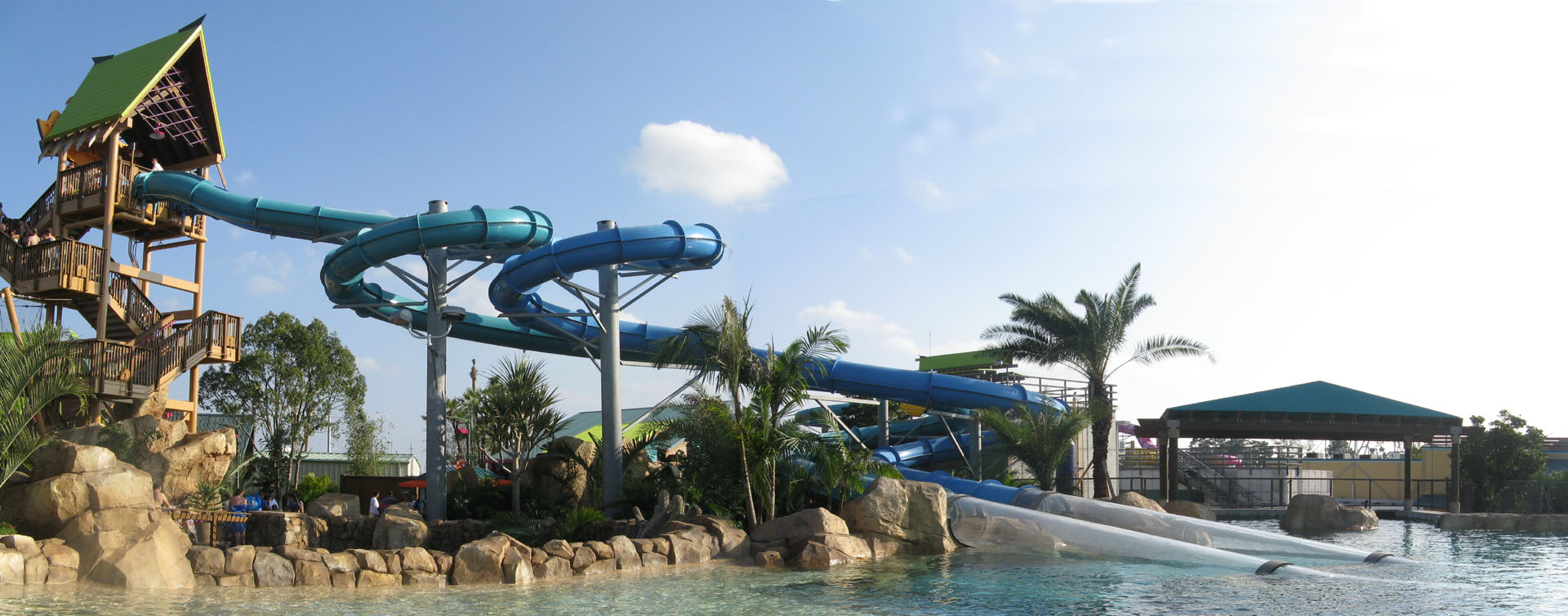
Csúszda a SeaWorld Aquatica vízi parkjában
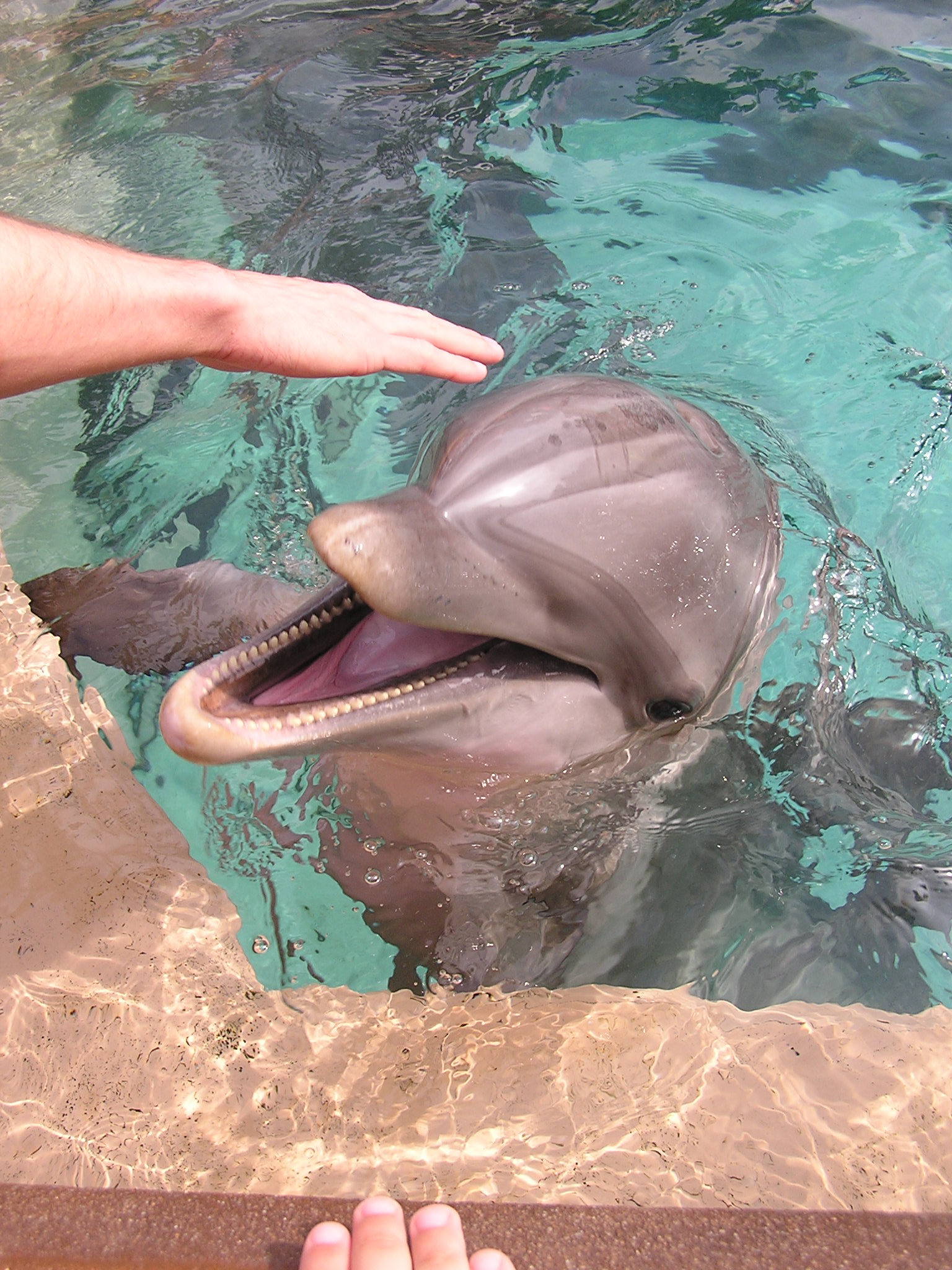
Delfin a SeaWorld parkjában
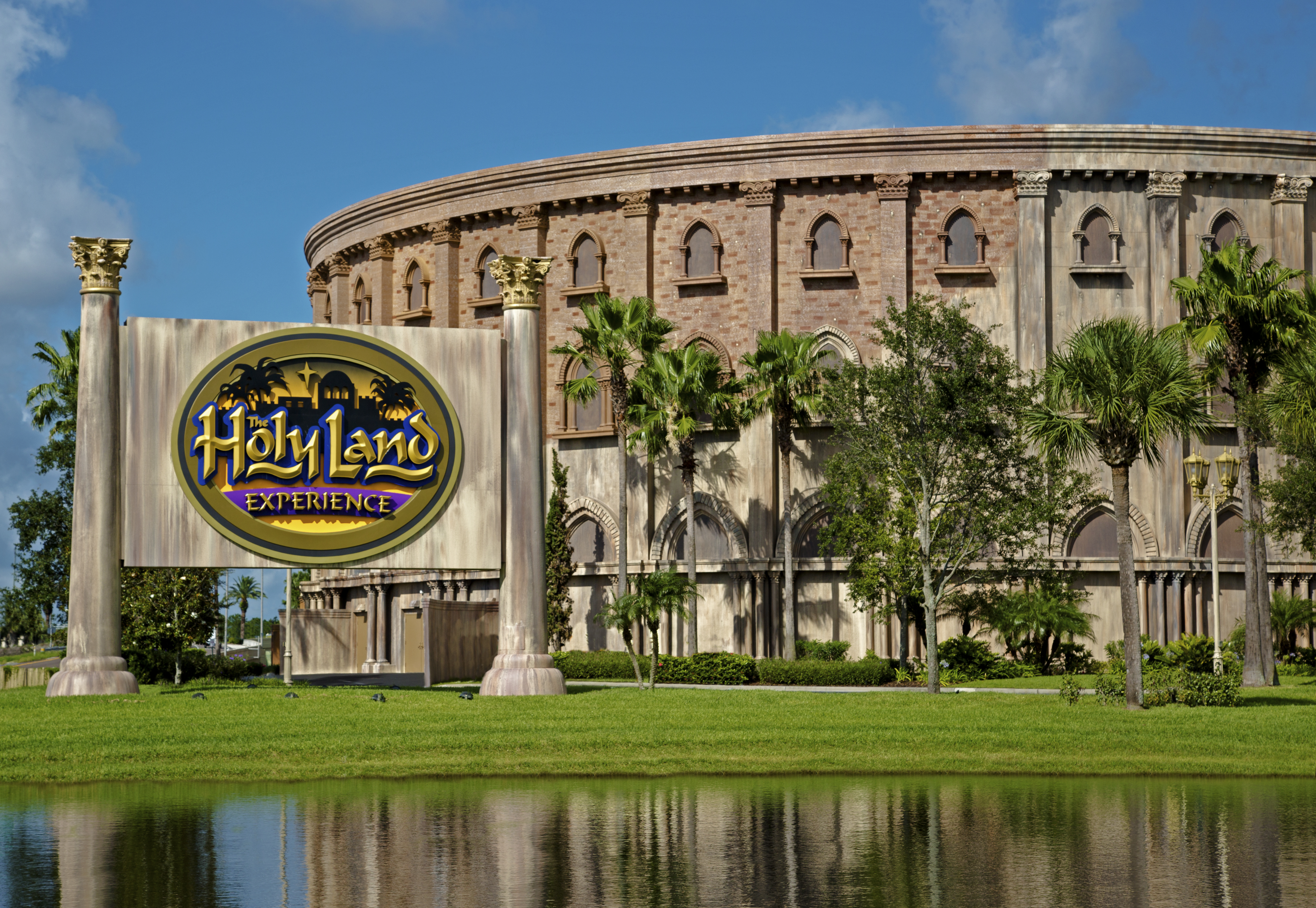
Church of All Nations, Holy Land Experience

## Jegyzetek

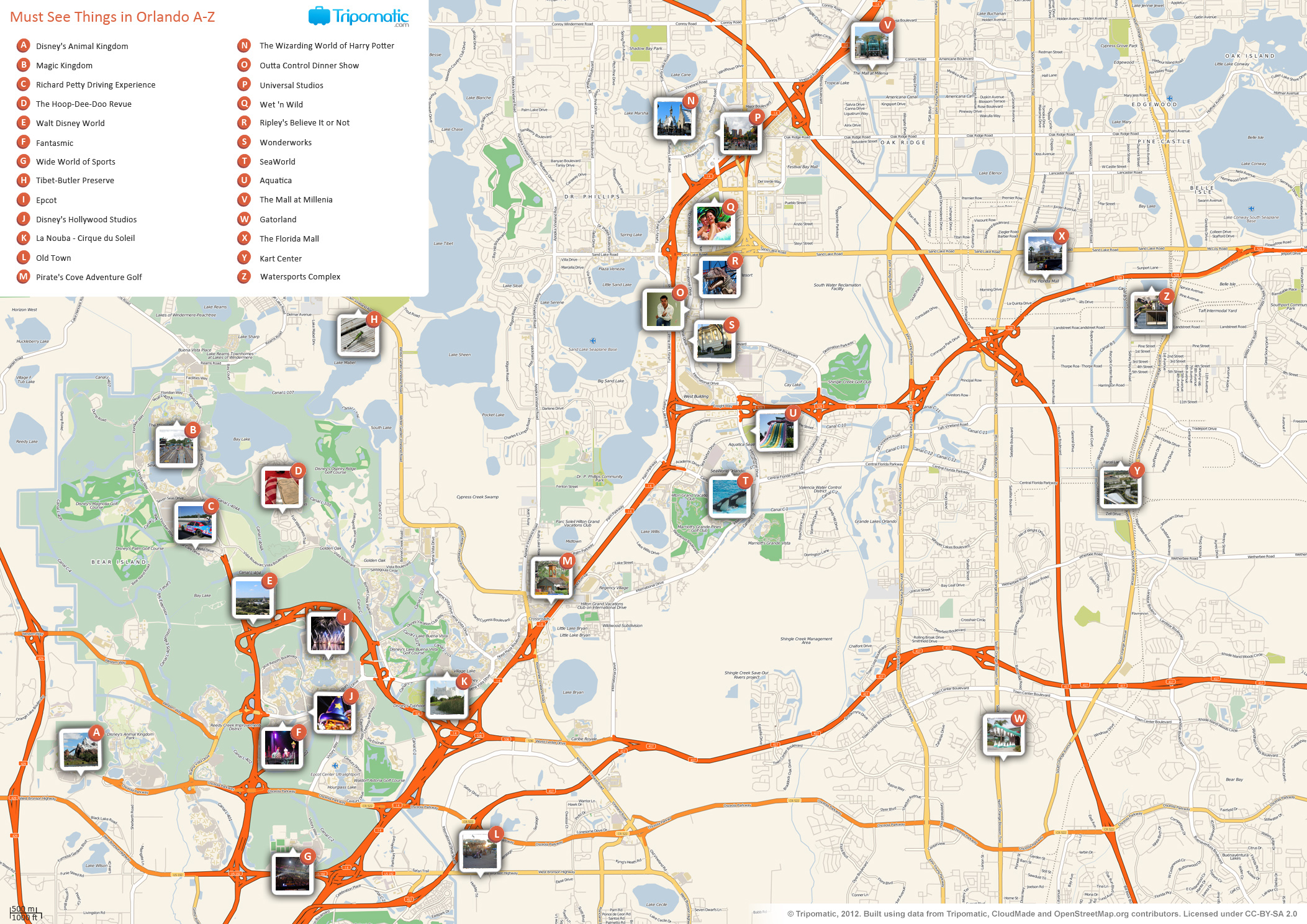
Orlando turisztikai célpontjainak térképe

## Fordítás
- Ez a szócikk részben vagy egészben  a   List of amusement parks in Greater Orlando című angol Wikipédia-szócikk fordításán alapul.  Az eredeti cikk szerkesztőit annak laptörténete sorolja fel. Ez a jelzés csupán a megfogalmazás eredetét és a szerzői jogokat jelzi, nem szolgál a cikkben szereplő információk forrásmegjelöléseként.